# در اتاق وندا
در اتاق وندا (به پرتغالی: No Quarto da Vanda) (به انگلیسی: In Vanda's Room) فیلمی داستانی به کارگردانی پدرو کوستا محصول سال ۲۰۰۰ است. فیلمِ در اتاق وندا دومین فیلم از سه‌گانه‌ی پدرو کوستا به نام خانه های فونتهاوس می‌باشد که به سرگذشت زاغه‌نشینی منطقه فونتهاوس در حومه‌ی پایتخت پرتغال لیسبون می‌پردازد. پدرو کوستا در سال ۱۹۹۴ طی سفری که به کیپ‌ورد داشت. کشوری که در آن زمان یکی از استان‌های پرتغال به شمار می‌رفت، با اهالی منطقه آشنا شد و متوجه شد که تعدادی زیادی از دوستان و خویشاوندان اهالی کیپ ورد به پرتغال و لیبون مهاجرات کرده‌اند. نامه‌های اهالی را برای آشنایان و دوستان آن‌ها به پرتغال آورد و فهمید که بسیاری از مهاجران و کارگان در محله‌ی بدنام فونتهاوس در حومه‌ی لیسبون زندگی‌ می‌گذرانند، کوستا در طول ده سال غوطه ‌ور شدن با زاغه‌نشینان، زندگی پر جنب و جوش اهالی را در این سه فیلم جای داد.
سه فیلم سه‌گانه‌ی فونتهاوس کوستا عبارتند از حومه ها ، در اتاق وندا و جوانی باشکوه.

## داستان
‌نگاهی تکان‌دهنده و مستندگونه به تعدادی از مردم خود ویرانگر و به حاشیه رانده شده‌ی پرتغال، اما تمرکز اصلی داستان روی وندا دوراته معتاد به هرویین است..
در اتاق وندا بازنمائی زندگی تعدادی از زاغه نشینان مفلوک در حومه لیسبون است که به شکل رقت آوری زندگی می کنند.تمامی این صحنه و کل فیلم به صورت « ایستا »  بدون هیچ گونه حرکت زیبایی شناسانه دوربین گرفته شده است.

## جوایز
- نامزد پلنگ طلایی جشنواره لوکارنو بهترین فیلم از طرف پرتغال.